# Kent Carlsson
Kent Carlsson (* 3. Januar 1968 in Eskilstuna) ist ein ehemaliger schwedischer Tennisspieler.

## Karriere
Carlsson gewann 1984 das Juniorenturnier der French Open, als er unter anderem Cyril Suk, Robbie Weiss und Luke Jensen sowie im Finale Mark Kratzmann besiegte. Er gewann in seiner Karriere neun Einzeltitel, allesamt auf Sand. Sein größter Erfolg war dabei der Titelgewinn 1988 bei den Internationalen Deutschen Tennismeisterschaften am Hamburger Rothenbaum. Seine beste Platzierung in der ATP-Weltrangliste erreichte er im selben Jahr mit Platz 6.
Sein bestes Abschneiden bei einem Grand-Slam-Turnier gelang ihm ebenfalls bei den French Open, bei denen er zweimal das Achtelfinale erreichte. Im Doppel stand er 1986 in der zweiten Runde der US Open.
Carlsson spielte zwischen 1986 und 1988 vier Einzelpartien für die schwedische Davis-Cup-Mannschaft, die er allesamt gewann. Er feierte dabei Siege über Miloslav Mečíř, Henri Leconte und Thierry Tulasne, gegen den er zweimal erfolgreich war. Im Finale der Weltgruppe 1988 sollte er im letzten Einzel zum Einsatz kommen; da Deutschland zu diesem Zeitpunkt aber den Davis Cup bereits gewonnen hatte, wurde seine Partie gegen Patrik Kühnen nicht mehr ausgetragen.

## Erfolge
| Legende                           |
| Grand Slam                        |
| Tennis Masters Cup                |
| ATP Masters Series (1)            |
| ATP International Series Gold (3) |
| ATP International Series (5)      |
| ATP Challenger Series (2)         |

### Einzel

#### Turniersiege

##### ATP Tour
| Nr. | Datum              | Turnier       | Belag | Finalgegner        | Ergebnis                |
| --- | ------------------ | ------------- | ----- | ------------------ | ----------------------- |
| 1.  | 13. April 1986     | Bari          | Sand  | Horacio de la Peña | 7;5, 6:7, 7:5           |
| 2.  | 28. September 1986 | Barcelona     | Sand  | Andreas Maurer     | 6:2, 6:2, 6:0           |
| 3.  | 19. April 1987     | Nizza         | Sand  | Emilio Sánchez     | 7:6, 6:3                |
| 4.  | 14. Juni 1987      | Bologna       | Sand  | Emilio Sánchez     | 6:2, 6:1                |
| 5.  | 17. April 1988     | Madrid        | Sand  | Fernando Luna      | 6:2, 6:1                |
| 6.  | 1. Mai 1988        | Hamburg       | Sand  | Henri Leconte      | 6:2, 6:1, 6:4           |
| 7.  | 7. August 1988     | Kitzbühel     | Sand  | Emilio Sánchez     | 6:1, 6:1, 4:6, 4:6, 6:3 |
| 8.  | 14. August 1988    | Saint-Vincent | Sand  | Thierry Champion   | 6:0, 6:2                |
| 9.  | 18. September 1988 | Barcelona     | Sand  | Thomas Muster      | 6:3, 6:3, 3:6, 6:1      |

##### Challenger Tour
| Nr. | Datum             | Turnier | Belag | Finalgegner   | Ergebnis |
| --- | ----------------- | ------- | ----- | ------------- | -------- |
| 1.  | 30. Juli 1984     | Ulm     | Sand  | Raúl Viver    | 6:3 6:1  |
| 2.  | 2. September 1985 | Messina | Sand  | Ronald Agénor | 6:2, 7:6 |

#### Finalteilnahmen
| Nr. | Datum              | Turnier      | Belag | Finalgegner     | Ergebnis                |
| --- | ------------------ | ------------ | ----- | --------------- | ----------------------- |
| 1.  | 22. Juli 1985      | Hilversum    | Sand  | Ricki Osterthun | 6:4, 6:4, 4:6, 2:6, 3:6 |
| 2.  | 28. April 1986     | Madrid       | Sand  | Joakim Nyström  | 1:6, 1:6                |
| 3.  | 7. Juli 1986       | Bordeaux     | Sand  | Paolo Canè      | 4:6, 6:1, 5:7           |
| 4.  | 6. Juli 1987       | Boston       | Sand  | Mats Wilander   | 6:7, 1:6                |
| 5.  | 13. Juli 1987      | Indianapolis | Sand  | Mats Wilander   | 5:7, 3:6                |
| 6.  | 19. September 1988 | Genf         | Sand  | Marián Vajda    | 4:6, 4:6                |
| 7.  | 26. September 1988 | Palermo      | Sand  | Mats Wilander   | 1:6, 6:3, 4:6           |
| 8.  | 10. April 1989     | Athen        | Sand  | Ronald Agénor   | 3:6, 4:6                |